# Steynsburg
Steynsburg este un oraș din Provincia Eastern Cape, Africa de Sud.